# Syzeuxis subfasciaria
Syzeuxis subfasciaria là một loài bướm đêm trong họ Geometridae.